# Primera División 1947 (Argentinië)
In 1947 werd het 17e profseizoen gespeeld van de Primera División, de hoogste voetbaldivisie van Argentinië.  In totaal was dit het 56ste seizoen. River Plate werd kampioen. 

## Eindstand
| Plaats | Club                         | Wed. | W  | G  | V  | Saldo | Ptn. |
| ------ | ---------------------------- | ---- | -- | -- | -- | ----- | ---- |
| 01.    | CA River Plate               | 30   | 22 | 4  | 4  | 90:37 | 48   |
| 02.    | CA Boca Juniors              | 30   | 17 | 8  | 5  | 70:43 | 42   |
| 03.    | CA Independiente             | 30   | 17 | 7  | 6  | 66:42 | 41   |
| 04.    | Club Estudiantes de La Plata | 30   | 15 | 7  | 8  | 64:35 | 37   |
| 04.    | CA San Lorenzo de Almagro    | 30   | 13 | 11 | 6  | 71:43 | 37   |
| 06.    | Racing Club                  | 30   | 15 | 6  | 9  | 63:45 | 36   |
| 07.    | Chacarita Juniors            | 30   | 14 | 4  | 12 | 66:52 | 32   |
| 08.    | CA Vélez Sársfield           | 30   | 11 | 7  | 12 | 51:44 | 29   |
| 09.    | CA Platense                  | 30   | 9  | 8  | 13 | 38:54 | 26   |
| 10.    | CA Rosario Central           | 30   | 9  | 7  | 14 | 55:68 | 25   |
| 11.    | CA Huracán                   | 30   | 10 | 4  | 16 | 59:73 | 24   |
| 11.    | CA Newell’s Old Boys         | 30   | 7  | 10 | 13 | 45:63 | 24   |
| 13.    | CA Lanús                     | 30   | 7  | 7  | 16 | 46:70 | 21   |
| 14.    | CA Tigre                     | 30   | 6  | 8  | 16 | 48:80 | 20   |
| 14.    | CA Banfield (P)              | 30   | 7  | 6  | 17 | 40:80 | 20   |
| 16.    | CA Atlanta                   | 30   | 4  | 10 | 16 | 31:74 | 18   |

|     | Kampioen    |
|     | Degradatie  |
| (P) | Promovendus |

## Topschutters
| Speler              | Speler             | Goals | Club        |
| ------------------- | ------------------ | ----- | ----------- |
| Vlag van Argentinië | Alfredo Di Stéfano | 27    | River Plate |